# Anticiencia
La anticiencia es un conjunto de actitudes que implican un rechazo de la ciencia y del método científico. Las personas con opiniones anticientíficas no aceptan la ciencia como un método objetivo que pueda generar conocimiento universal. La anticiencia suele manifestarse a través del rechazo de ideas científicas como el cambio climático y la evolución. También incluye la pseudociencia, métodos que pretenden ser científicos pero rechazan el método científico. La anticiencia lleva a creer en teorías conspirativas y en la medicina alternativa. La falta de confianza en la ciencia se ha relacionado con el fomento del extremismo político y la desconfianza en los tratamientos médicos.

## Historia
En los albores de la revolución científica, científicos como Robert Boyle entraron en conflicto con quienes, como Thomas Hobbes, se mostraban escépticos sobre si la ciencia era una forma satisfactoria de obtener un conocimiento genuino del mundo.
Ian Shapiro considera que la postura de Hobbes es contraria a la ciencia:
En sus Seis Lecciones a los Profesores de Matemáticas,...[publicadas en 1656, Hobbes] distinguía los campos 'demostrables', como 'aquellos cuya construcción está en poder del propio artista', de los 'indemostrables', 'en los que hay que buscar las causas'. Sólo podemos conocer las causas de lo que hacemos. Así, la geometría es demostrable, porque «las líneas y figuras a partir de las cuales razonamos son trazadas y descritas por nosotros mismos» y «la filosofía civil es demostrable, porque nosotros mismos hacemos la comunidad». Pero sólo podemos especular sobre el mundo natural, porque 'no conocemos la construcción, sino que la buscamos a partir de los efectos.'
En su libro Reductionism: Analysis and the Fullness of Reality, publicado en 2000, Richard H. Jones escribió que Hobbes «propuso la idea de la importancia de lo no racional en el comportamiento humano». Jones continúa agrupando a Hobbes con otros a los que clasifica como «antirreduccionistas» e «individualistas», entre ellos Wilhelm Dilthey, Karl Marx, Jeremy Bentham y J S Mill, añadiendo posteriormente a la lista a Karl Popper, John Rawls y E. O. Wilson.
Jean-Jacques Rousseau, en su Discurso sobre las artes y las ciencias (1750), afirmaba que la ciencia puede conducir a la inmoralidad. «Rousseau sostiene que la progresión de las ciencias y las artes ha causado la corrupción de la virtud y la moralidad» y su «crítica de la ciencia tiene mucho que enseñarnos sobre los peligros que entraña nuestro compromiso político con el progreso científico, y sobre las formas en que podría asegurarse la felicidad futura de la humanidad». Sin embargo, Rousseau no afirma en sus Discursos que las ciencias sean necesariamente malas, y afirma que figuras como René Descartes, Francis Bacon e Isaac Newton deben ser tenidas en alta estima. En la conclusión de los Discursos, dice que éstos (antes mencionados) pueden cultivar las ciencias con gran provecho, y que la corrupción de la moral se debe sobre todo a la mala influencia de la sociedad sobre los científicos.

## Política
Elyse Amend y Darin Barney sostienen que, si bien la anticiencia puede ser una etiqueta descriptiva, a menudo se utiliza como una etiqueta retórica, empleándose eficazmente para desacreditar a los adversarios políticos de uno y, por tanto, las acusaciones de anticiencia no están necesariamente justificadas.

### Izquierda
Una expresión de la anticiencia es la «negación de la universalidad y... legitimación de alternativas», y que los resultados de los descubrimientos científicos no siempre representan ninguna realidad subyacente, sino que pueden reflejar simplemente la ideología de los grupos dominantes dentro de la sociedad. Alan Sokal afirma que este punto de vista asocia la ciencia con la derecha política y se considera un sistema de creencias conservador y conformista, que suprime la innovación, que se resiste al cambio y que actúa de forma dictatorial. Esto incluye, por ejemplo, la opinión de que la ciencia tiene una «visión burguesa y/o eurocéntrica y/o masculinista del mundo».
El movimiento antinuclear, a menudo asociado con la izquierda, ha sido criticado por exagerar los efectos negativos de la energía nuclear y subestimar los costes medioambientales de las fuentes no nucleares que pueden evitarse con la energía nuclear. La oposición a los organismos modificados genéticamente (OMG) también se ha asociado a la izquierda.

### Derecha
El origen del pensamiento anticientífico se remonta a la reacción del Romanticismo a la Ilustración, movimiento que suele denominarse «Contrailustración». El Romanticismo hace hincapié en que la intuición, la pasión y los vínculos orgánicos con la Naturaleza son valores primordiales y que el pensamiento racional no es más que un producto de la vida humana. Hay muchos ejemplos modernos de polémicas conservadoras contra la ciencia. Entre ellas destacan las polémicas sobre la cosmología de la biología evolutiva, la geología histórica y la investigación sobre el origen de la vida que se enseñan en los institutos, y las cuestiones medioambientales relacionadas con el calentamiento global y la crisis energética.
Entre las características de la anticiencia asociada a la derecha se incluye la apelación a teorías conspirativas para explicar por qué los científicos creen lo que creen, en un intento de socavar la confianza o el poder normalmente asociados a la ciencia (por ejemplo, en las teorías conspirativas sobre el calentamiento global).
En los tiempos modernos, se ha argumentado que la política de derechas conlleva una tendencia anticientífica. Mientras que algunos han sugerido que esto es innato a los derechistas o a sus creencias, otros han argumentado que es una «rareza» de un contexto histórico y político en el que los descubrimientos científicos desafiaron o parecieron desafiar las visiones del mundo de los derechistas más que de los izquierdistas.

### Religión
En este contexto, la anticiencia puede considerarse dependiente de argumentos religiosos, morales y culturales. Para este tipo de filosofía religiosa anticientífica, la ciencia es una fuerza antiespiritual y materialista que socava los valores tradicionales, la identidad étnica y la sabiduría histórica acumulada en favor de la razón y el cosmopolitismo. En concreto, los valores tradicionales y étnicos en los que se hace hincapié son similares a los de la teología de la identidad cristiana supremacista blanca, pero sectas radicalmente conservadoras del islam, el judaísmo, el hinduismo y el budismo han desarrollado puntos de vista derechistas similares. Los nuevos movimientos religiosos, como el pensamiento New Age, también critican la visión científica del mundo por favorecer una filosofía reduccionista, atea o materialista.
Una base frecuente del sentimiento anticientífico es el teísmo religioso con interpretaciones literales del texto sagrado. En este caso, las teorías científicas que entran en conflicto con lo que se considera conocimiento de inspiración divina se consideran erróneas. A lo largo de los siglos, las instituciones religiosas se han mostrado reacias a aceptar ideas como el heliocentrismo y el movimiento planetario porque contradecían la interpretación dominante de diversos pasajes de las Escrituras. Más recientemente, el conjunto de teologías de la creación conocidas colectivamente como creacionismo, incluida la teoría teleológica del diseño inteligente, han sido promovidas por teístas religiosos en respuesta al proceso de evolución por selección natural.

## Áreas
Históricamente, la anticiencia surgió como reacción contra el materialismo científico. La Ilustración del siglo XVIII había introducido «el ideal de un sistema unificado de todas las ciencias», pero había quienes temían esta noción, que «sentían que las constricciones de la razón y la ciencia, de un único sistema omnicomprensivo... eran de algún modo constrictivas, un obstáculo para su visión del mundo, cadenas para su imaginación o sentimiento». La anticiencia es, pues, un rechazo del «modelo [o paradigma] científico... con su fuerte implicación de que sólo lo que era cuantificable, o en todo caso, mensurable... era real». En este sentido, constituye un "ataque crítico a la pretensión total del nuevo método científico de dominar todo el campo del conocimiento humano». Sin embargo, el positivismo científico (positivismo lógico) no niega la realidad de los fenómenos no mensurables, sólo que esos fenómenos no deben ser adecuados para la investigación científica. Además, el positivismo, como base filosófica del método científico, no es consensuado ni siquiera dominante en la comunidad científica (véase filosofía de la ciencia).
En filosofía, sociología y ecología se observan tres grandes áreas de anticiencia. Las siguientes citas exploran este aspecto del tema.

### Filosofía
Las objeciones filosóficas contra la ciencia suelen ser objeciones sobre el papel del reduccionismo. Por ejemplo, en el campo de la psicología, «tanto los reduccionistas como los antirreduccionistas aceptan que... las explicaciones no moleculares no pueden mejorarse, corregirse o fundamentarse en las moleculares». Además, «el antirreduccionismo epistemológico sostiene que, dadas nuestras capacidades mentales finitas, no seríamos capaces de captar la explicación física última de muchos fenómenos complejos aunque conociéramos las leyes que rigen sus constituyentes últimos". Algunos consideran que la anticiencia es «común... en entornos académicos... mucha gente ve que hay problemas en la demarcación entre ciencia, cientificismo y pseudociencia, lo que da lugar a una postura anticientífica. Algunos sostienen que no se puede saber nada con certeza».
Muchos filósofos están «divididos en cuanto a si la reducción debe ser una estrategia central para comprender el mundo». Sin embargo, muchos están de acuerdo en que «hay, no obstante, razones por las que queremos que la ciencia descubra propiedades y explicaciones distintas de las físicas reductivas». Tales cuestiones se derivan «de la preocupación antirreduccionista de que no existe una concepción absoluta de la realidad, es decir, una caracterización de la realidad como la que la ciencia pretende proporcionar».

### Sociología
El sociólogo Thomas Gieryn se refiere a «algunos sociólogos que podrían parecer anticientíficos». Algunos «filósofos y tipos anticientíficos», sostiene, pueden haber presentado «imágenes irreales de la ciencia que amenazan la credibilidad del conocimiento científico», o parecer haber ido «demasiado lejos en sus deconstrucciones anticientíficas». La cuestión radica a menudo en hasta qué punto los científicos se ajustan al ideal estándar de «comunitarismo, universalismo, desinterés, originalidad y... escepticismo». «Los científicos no siempre se conforman... los científicos se apasionan por sus teorías favoritas; se basan en la reputación para juzgar el trabajo de un científico; persiguen la fama y el beneficio a través de la investigación». Por lo tanto, pueden mostrar sesgos inherentes en su trabajo. «Muchos científicos no son tan racionales y lógicos como dice la leyenda, ni tan ilógicos o irracionales como dicen algunos relativistas».

### Ecología y salud
En los ámbitos de la ecología y la salud, Richard Levins identifica un conflicto «no entre ciencia y anticiencia, sino más bien entre diferentes vías para la ciencia y la tecnología; entre una ciencia mercantilizada con fines lucrativos y una ciencia amable con objetivos humanos; entre las ciencias de las partes más pequeñas y las ciencias de los enteros dinámicos.... [Ofrece propuestas para un enfoque más holístico e integral de la comprensión y el tratamiento de los problemas medioambientales». Estas creencias también son comunes dentro de la comunidad científica; por ejemplo, los científicos ocupan un lugar destacado en las campañas ecologistas que advierten de peligros medioambientales como el agotamiento de la capa de ozono y el efecto invernadero. También se puede argumentar que esta versión de la anticiencia se acerca a la que se encuentra en el ámbito médico, donde los pacientes y los médicos pueden optar por rechazar la ciencia y adoptar un enfoque pseudocientífico de los problemas de salud. Esto puede suponer un cambio tanto práctico como conceptual y ha suscitado fuertes críticas: «el toque terapéutico, una técnica de curación basada en la imposición de manos, ha encontrado una amplia aceptación en la profesión de enfermería a pesar de su falta de plausibilidad científica. Su aceptación es indicativa de una amplia tendencia anticientífica en la enfermería».